# Société Générale de Constructions Mécaniques
Die Société Générale de Constructions Mécaniques war ein belgischer Hersteller von Automobilen. Der Markenname lautete Aquila.

## Unternehmensgeschichte
Das Unternehmen wurde Ende 1900 gegründet. Der Sitz war am Quai du Hainaut in Brüssel. An der gleichen Adresse befand sich auch Foidart & Rosenthal. 1901 begann die Produktion von Automobilen nach einer Lizenz von M. Maillard. 1902 endete die Produktion.

## Fahrzeuge
Das Unternehmen stellte die Modelle 8 CV mit einem Einzylindermotor und 12 CV mit einem Zweizylindermotor her. Sie hatten einen Rohrrahmen, ein Dreiganggetriebe und Kardanantrieb.